# 戴海波
戴海波（1962年7月—），江苏靖江人，中华人民共和国前官员。

## 生平
1984年，毕业于上海交通大学学机械工程专业，工学学士学位；1988年，取得上海市委党校党政管理专业大学学历；2000年，取得美国杜兰大学商学院工商管理硕士学位。
1984年5月，加入中国共产党。同年3月起，任上海交通大学团委副书记、第二教学部副主任、学生工作指导委员会副秘书长。先后任共青团上海市委副书记兼市少工委主任、浦东新区社会发展局局长、党组书记、浦东新区工作党委委员、组织部部长兼劳动人事局局长、张江高科技园区开发公司总经理、党委副书记、党委书记、上海张江（集团）有限公司党委书记、总经理。2003年起在南汇区工作，曾任南汇区委副书记、常务副区长、代区长、区长。2005年7月任南汇区委书记，上海临港新城管委会党组书记、常务副主任。2009年6月担任浦东新区区委副书记，2012年4月任上海市经济和信息化委员会主任。2013年2月19日任上海市人民政府副秘书长，2013年9月30日任上海自贸区管委会常务副主任，至2014年9月15日被免职，疑因薛姓前妻长期举报拥有多套房产等问题。
2015年3月17日，上海市纪委发布消息称，戴海波因涉嫌严重违纪违法被组织调查。2017年6月2日，上海市第一中级人民法院以受贿罪、隐瞒境外存款罪判处戴海波有期徒刑9年。